# Gramofon

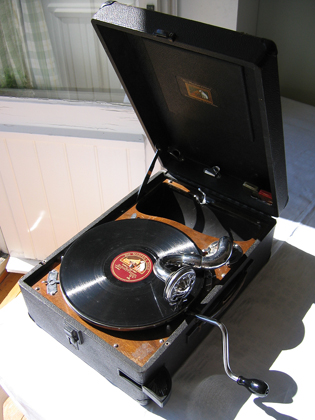
Gramofon na korbkę z napędem sprężynowym z lat 30 XX wieku odtwarzający płyty z prędkością 78 obr./min

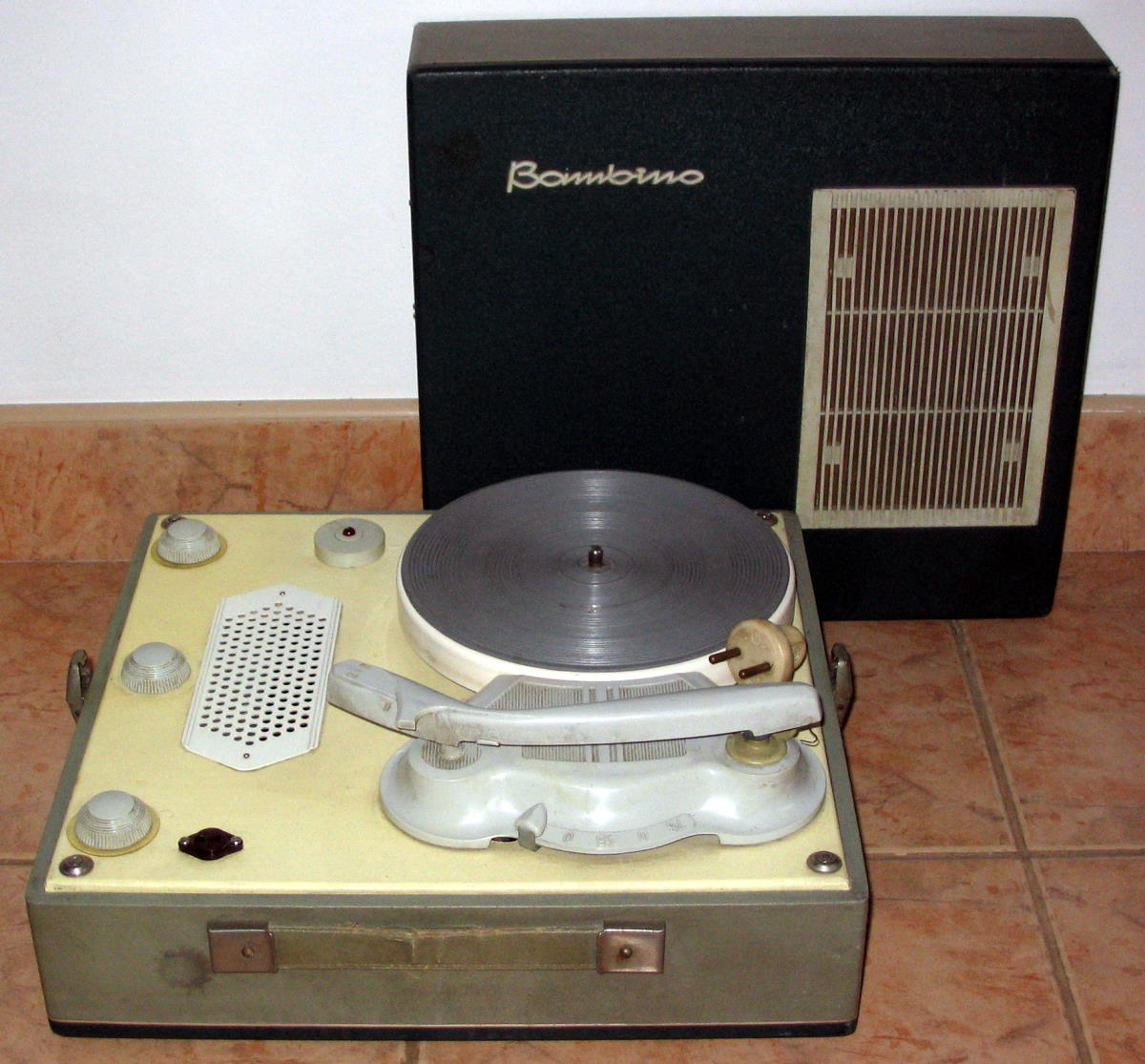
Polski gramofon Bambino z wbudowanym wzmacniaczem, 1967

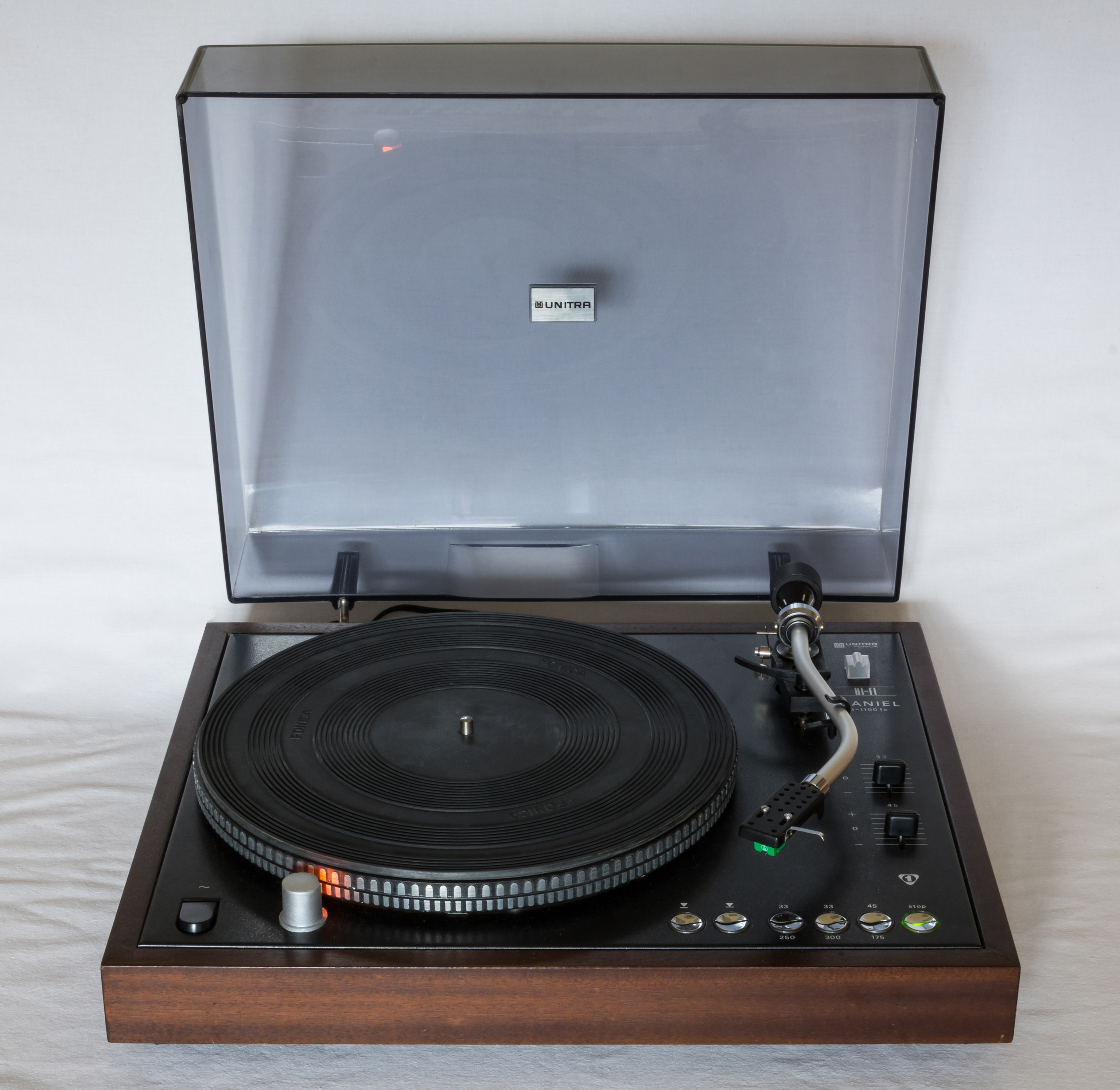
Gramofon Daniel G-1100 fs

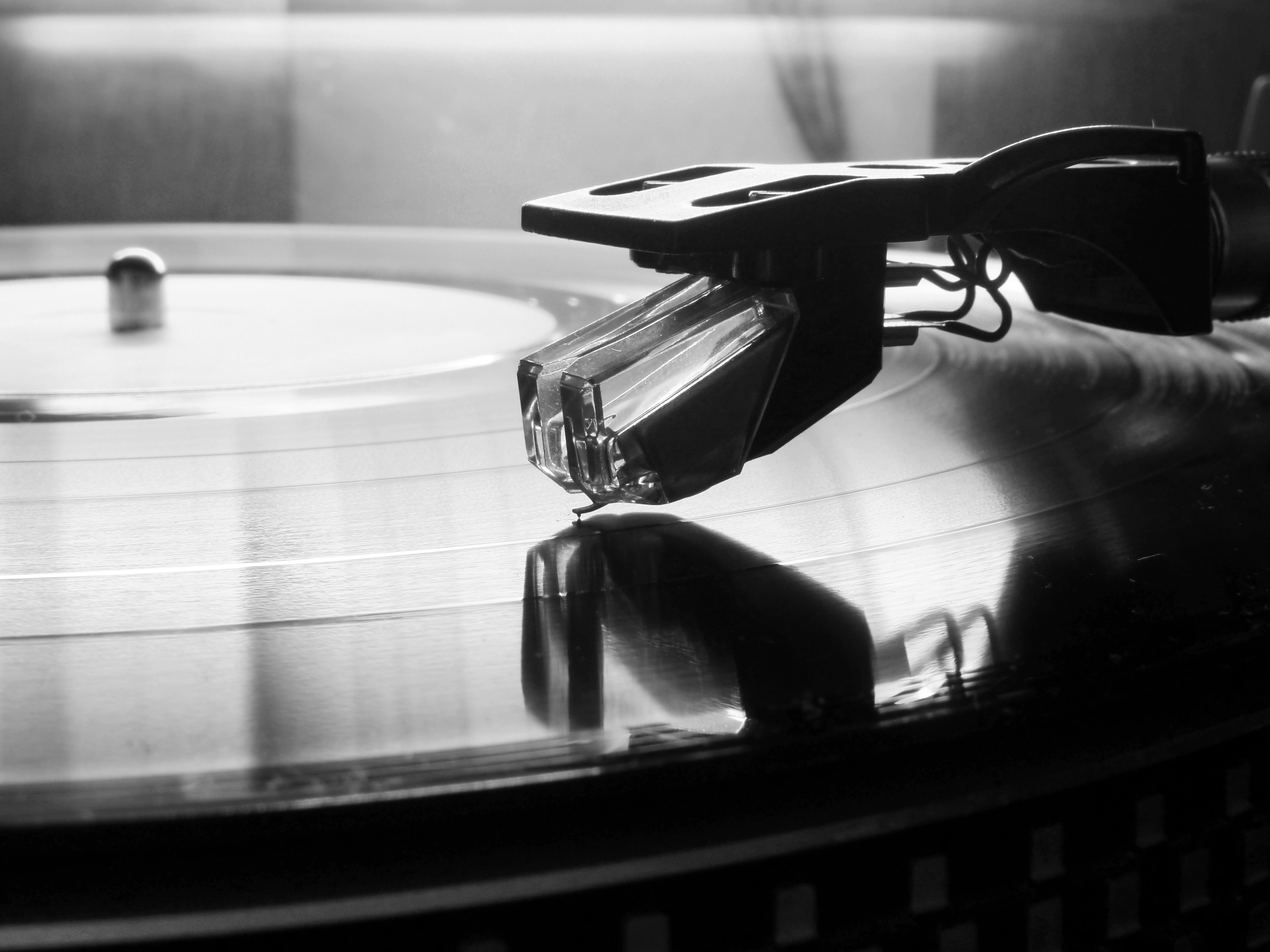
Igła na płycie

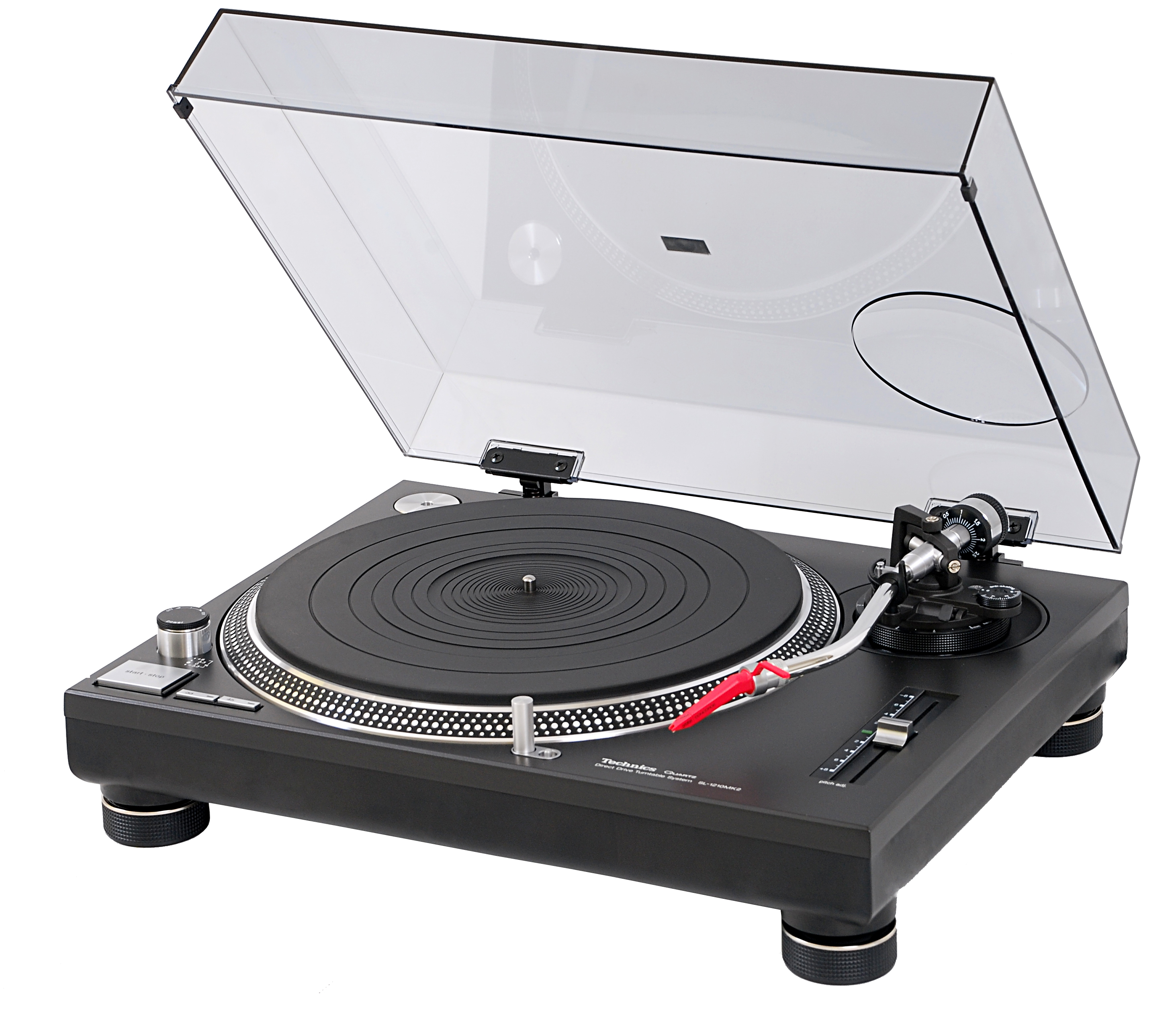
Współczesny gramofon

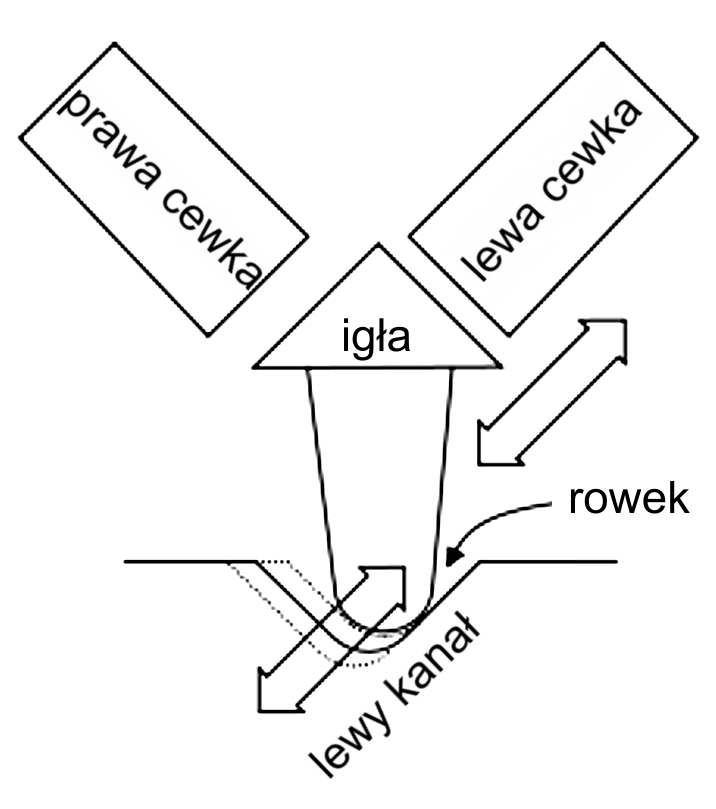
Przekrój przez rowek płyty i igłę gramofonu: idea zapisu stereo na płycie

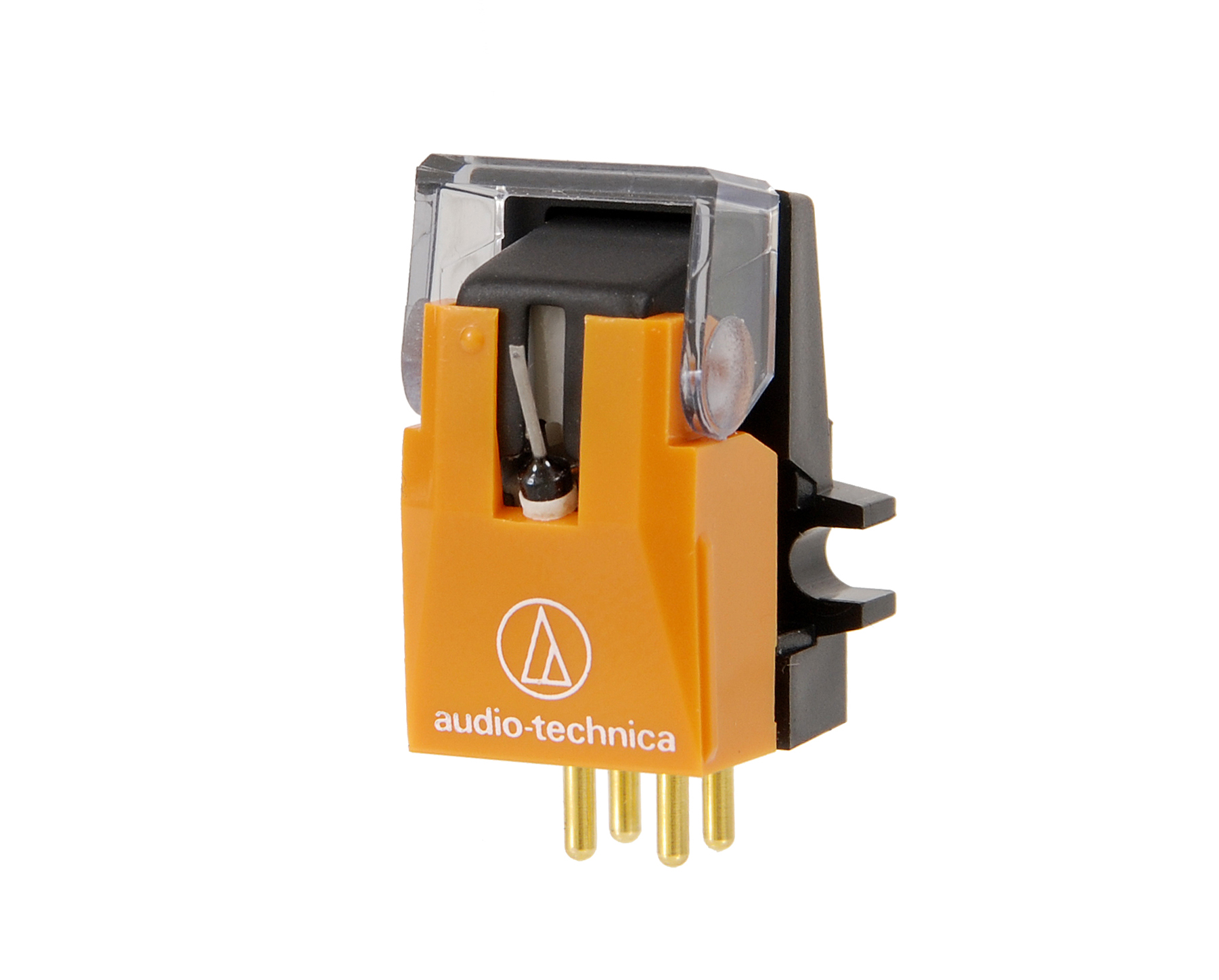
Wkładka gramofonowa typu MM, średniej klasy z wymienną igłą.

Gramofon – urządzenie do odtwarzania dźwięku zapisanego na płytach gramofonowych.
W Polsce często nazywany adapterem.

## Budowa i zasada działania
Gramofon wyewoluował z fonografu i odziedziczył jego zasadę działania. Składa się z dwóch podstawowych części: mechanizmu napędowego z talerzem oraz ramienia z głowicą gramofonową. Rolą mechanizmu napędowego jest obracanie talerza bez wstrząsów i drgań z nośnikiem informacji jakim jest obracająca się płyta (typowo z prędkościami 78, 45 lub 33⅓, czasem 16⅔ obrotów na minutę) z wyżłobionym spiralnym rowkiem, w którym prowadzona jest igła. Drgania igły przetwarzane są we wkładce na sygnał elektryczny. Dopuszczalna odchyłka prędkości obrotowej wynosi ± 0,2% (w gramofonach hi-fi ± 0,15%). W innych, nowatorskich rozwiązaniach konstrukcyjnych zamiast igły stosuje się światło lasera. Drugą część gramofonu stanowi ramię z wkładką, która jest najważniejszym elementem toru przenoszenia dźwięku. Zadaniem ramienia z wkładką jest takie prowadzenie igły, aby między ostrzem a rowkiem płyty nie powstawało tarcie. Tarcie to wywołuje zakłócenie sygnału użytecznego tzw. granie igły.
Duże znaczenie dla wierności odtwarzanego dźwięku ma jakość igły, wkładki i przewodów prowadzących sygnał do wzmacniacza sygnału elektrycznego.

### Igły i wkładki gramofonowe
Igła, umieszczona w rowku płyty, wprawiana jest w ruch boczny przez nierównomierności rowka w obracającej się płycie. Kształt tych nierównomierności jest taki, że drgania igły odtwarzają sygnał akustyczny zapisany na płycie. Drgania te przenoszone są na wkładkę gramofonową, która zamienia drgania igły na sygnał elektryczny.  W najstarszych gramofonach igła była stalowa, później zaczęto stosować igły szlifowane z szafiru. Ostrze igły szlifowane było tak, by promień jego krzywizny wynosił sześć tysięczne cala (0,006", tj. 150 µm) dla płyt starszych (ebonitowych, tzw. „normalnorowkowych”, odtwarzanych z prędkością 78 obr./min) albo 0,003" (75 µm) dla płyt nowszych (winylowych), tzw. „drobnorowkowych”. Aż do lat 70 XX w. spotykane były gramofony, w których instalowano wkładki z igłami obu rodzajów, co umożliwiało odtwarzanie wszystkich spotykanych na rynku oraz zachowanych w archiwach płyt. Igły do odtwarzania płyt „drobnorowkowych” oznaczane były zazwyczaj kolorem zielonym, a „normalnorowkowych” – czerwonym. Także dopuszczalny nacisk igły na płytę „drobnorowkową” jest znacznie mniejszy, niż na „normalnorowkową”, zalecano nie więcej, niż 5 gramów, co i tak powodowało dość szybkie zużycie płyt (współczesne mechanizmy wyważające ramię z wkładką umożliwiają pracę z naciskiem rzędu 10 mN, tj. ok. 1 grama).
Wraz z wprowadzeniem zapisu stereofonicznego na płytach gramofonowych wymagania stawiane igłom i wkładkom gramofonowym wzrosły, pojawiły się inne niż okrągłe kształty ostrza igieł np. eliptyczne. W użyciu znalazły się też igły diamentowe wypierając szafirowe np. igła Shibata, która ma kształt zbliżony do rylca nacinającego płytę, początkowo przeznaczona dla odtwarzania kwadrofonicznego. Obecnie najlepsze szlify igieł gramofonowych to szlify kwadrofoniczne (Fineline, Van der Hul'a).
Wśród sposobów działania wkładek gramofonowych rozróżniamy:
- piezoelektryczne (ceramiczne) – mają znaczenie tylko historyczne z powodu wąskiego pasma przenoszenia, wymagały również znacznie większego nacisku na płytę powodując jej szybsze zużycie. Obecnie montowane są w tanich gramofonach, często stylizowanych na urządzenia „retro”, dostępnych najczęściej w sklepach wielkopowierzchniowych,
- elektromagnetyczne (magnetyczne) – magnes poruszany względem cewki (MM – Moving Magnet), o napięciu sygnału wyjściowego rzędu 2–8 mV; wkładki wymagają użycia przedwzmacniacza MM z korekcją RIAA, wkładki tego typu mają łatwo wymienną igłę,
- magnetoelektryczne (dynamiczne) – cewka poruszana względem magnesu (MC – Moving Coil), generujące sygnał w zakresie 0,1–2 mV, wkładki tego typu wymagają użycia przedwzmacniacza MC z korekcją RIAA, igła może być wymieniona u producenta[3],
- elektrostatyczne (możliwe do skonstruowania),
- optyczno-laserowe.

### Ramię gramofonu
Wśród najnowszych gramofonów rozróżniamy:
1. Gramofony o ramieniu w kształcie litery „J”,
2. Gramofony o ramieniu w kształcie litery „S”,
3. Gramofony o ramieniu tangencjalnym („poprzecznym”) – rzadka, ale bardzo dobra konstrukcja, ponieważ igła gramofonowa prowadzona jest w taki sam sposób jak rylec nacinający płytę podczas nagrania,
4. Gramofony o prostym ramieniu.

Trzeci typ gramofonu produkowany był przez szwajcarską firmę Revox, japońską Technics oraz kilka innych producentów. Współcześnie produkuje go czeska firma Aura.
Wszystkie oprócz tangencjalnego (stycznego) ramienia charakteryzują się zniekształceniami fazowości dźwięku prawego i lewego kanału z powodu zukosowania osi wkładki względem promienia płyty. Błąd ten można minimalizować, ale nie można go całkowicie wyeliminować. Z geometrii wynika, że w najlepszym wypadku tylko w dwóch punktach drogi igły po płycie błąd ten jest zerowy. Optymalizacja położenia wkładki polega na przesuwaniu przód-tył i przekręcaniu prawo-lewo wkładki w uchwycie. Kąt między osią wkładki gramofonowej i styczną w żadnym miejscu nie powinien przekraczać 2°. Główki trzymające wkładkę mają odpowiednio ukształtowane otwory na śrubki pozwalające na taką regulację. Wygięcie ramienia i tarcie igły w rowku wywołują siłę oddziałującą na igłę w kierunku do środka płyty (ang. Scating) co powoduje zniekształcenia i może powodować poślizg ramienia na płycie. Ramię wyposażone jest w prosty mechanizm (ang. Antiscating), który ma za zadanie skompensowanie siły dośrodkowej.

### Pozostałe części gramofonu
Elektryczny sygnał wytworzony przez wkładkę gramofonową powinien zostać jak najkrótszą drogą doprowadzony z gramofonu na odpowiednie dla danego rodzaju wkładki wejście przedwzmacniacza. Przewody łączące wkładkę gramofonu z przedwzmacniaczem powinny charakteryzować się najlepszą jakością (małą opornością) ze względu na wysoką impedancję oraz niskie poziomy sygnału z przetwornika wkładki.
Ze względu na mechaniczny charakter zapisu płyt, do prawidłowego ich odczytu niezbędna jest duża stabilność gramofonu. Z tego powodu obudowy gramofonu wykonuje się z materiałów o dużej masie takich jak szkło, metal lub lite drewno, a całość spoczywa na wibroizolatorach zapobiegających przenoszeniu drgań z otoczenia. Także sama płyta obciążana jest by zmniejszyć efekt mikrofonowy tj. odbioru dźwięku z wnętrza gramofonu i z otoczenia przez płytę i igłę wkładki. 
Wyróżnia się kilka rodzajów napędów gramofonu:
- cierny — za pomocą przekładni rolkowej,
- paskowy — (ang. Belt Drive) za pomocą paska elastycznego,
- bezpośredni — (ang. Direct Drive), w którym wirujące pole magnetyczne wprawia talerz w ruch,
- liniowy — będący odmianą napędu bezpośredniego, w którym talerz przejmuje rolę wirnika silnika napędowego,
- mieszany — napęd hybrydowy,
- High Torque — napęd o szczególnie dużym momencie obrotowym podczas rozruchu.

Ciężkie talerze charakteryzują się dużą bezwładnością co dodatkowo stabilizuje obroty. Wiele gramofonów posiada stroboskop, tj. neonówkę lub diodę LED, która świeci zgodnie z częstotliwością sieci 50 Hz i paski czarno białe na obwodzie talerza. Stroboskop pozwala ocenić stabilność oraz poprawność obrotów pod warunkiem, że w sieci prąd ma rzeczywiście 50 Hz co dawniej nie zawsze było prawdą. Najpopularniejszym rozwiązaniem jest włączanie napędu po podniesieniu ramienia i wyłączanie po dojściu igły do rowka skrajnego płyty. Produkowane są również gramofony z urządzeniem do automatycznego startu i powrotu (ramię samoczynnie ustawia się na początku płyty i jest odkładane na podpórkę po zakończeniu odtwarzania) oraz z automatyczną zmianą płyt.

## Historia
- 1857 – pierwsze urządzenie nagrywające dźwięk bez możliwości jego odtwarzania: fonautograf – konstrukcji Édouarda-Léon Scott de Martinville;
- 1877 – pierwsze urządzenie nagrywające i odtwarzające dźwięk: fonograf – konstrukcji Thomasa Edisona;
- 1887 – pierwsza konstrukcja gramofonowa projektu Emila Berlinera; powstała na skutek modyfikacji projektu Edisona: walce fonografu zastąpiono płytami woskowymi;
- 8 listopada 1887 – Urząd Patentowy USA zatwierdził wniosek Emila Berlinera o patent dla gramofonu[6].
- 1898 – płyty woskowe w urządzeniu Berlinera zastąpiono szelakowymi;
- 1925 – pierwsze gramofony elektryczne;
- 1947 – pierwsza „drobnorowkowa” płyta długogrająca – Long-Play;
- 1958 – pierwszy utrwalony na płycie zapis dźwięku stereofonicznego; wydane za sprawą wydawnictwa Columbia;
- 1966 – pierwszy gramofon marki Technics opatrzony symbolem 100P; w Polsce – pierwsze gramofony „Bambino”;
- 1969 – pierwszy gramofon z napędem umożliwiającym Szybki Start – Technics SP-10;
- 1972 – premiera gramofonu szkockiej firmy Linn Sondek LP12 opracowanego przez Ivora Tiefenbruna, uważanego za przełom w przemyśle hi-fi;
- 1982 – Sony wypuścił na rynek pierwszy komercyjny odtwarzacz CD do odtwarzania dźwięków z płyt z zapisem cyfrowym[7].

Do lat 50. XX wieku w powszechnym użyciu były płyty gramofonowe z szelaku, odtwarzane z prędkością 78 obr./min, później coraz szybciej wypierane przez wprowadzone w 1948 roku płyty długogrające (longplay, LP) 33⅓ obr./min i „single” (single play, SP) 45 obr./min z polichlorku winylu. Do końca lat 80. XX w. płyty gramofonowe były popularnym nośnikiem muzyki; zastąpione zostały płytami kompaktowymi.